# SN 2007he
SN 2007he – supernowa typu Ia odkryta 24 sierpnia 2007 roku w galaktyce A025140-1239. W momencie odkrycia miała maksymalną jasność 19,80m.